# Хилдерик III
Хилдерик III (око 717 − око 753) је био франачки краљ од 743. до 751. године. Последњи је франачки краљ из династије Меровинга. 

## Биографија
Након владавине Дагоберта I (629−634), снага меровиншких краљева постепено опада, у корист франачких мајордома. Мајордом Аустразије и мајордом Неустрије, Карло Мартел, успео је да 718. године постане најмоћнији човек у Франачкој. Након смрти краља Теудерика IV, франачки престо остао је упражњен. Карло Мартел је постао де факто краљ Франачке. Након смрти Карла Мартела (741), Карломан и Пипин Мали, његови синови, постали су франачки мајордоми. Они су се на почетку владавине морали суочити са побуном њиховог млађег брата Грифоа и зета, баварског војводе Одилоа. Ови устанци утицали су на Пипина Малог да после шест година доведе Меровинга на престо и тиме да легитимитет својој власти. Тако је Хилдерик дошао на власт. Његови родитељи нису познати. Могуће да је био син Хилдерика II или Теудерика. Након Карломанове абдикације у корист свога брата, Пипин је решио да преузме краљевску титулу. Послао је писмо папи Захарију са питањем да ли краљевску круну треба понети припадник владарске породице или онај који стварно врши власт. Добио је жељени одговор. Почетком марта 751. године папа Захарије је свргнуо Хилдерика. Хилдерик је приморан да се замонаши. Његова дуга коса, симбол династије и краљевих права, одсечена је чиме је, симболично, Хилдерик изгубио све краљевске прерогативе. Заједно са својим сином Теудериком, Хилдерик је смештен у манастир Сен Бертин. Хилдерик је убрзо и умро; неки извори као годину његове смрти наводе 753, док други наводе 758. годину. Под Каролинзима, Хилдерику је приписан надимак "Лажни краљ" (rex falsus).